# Ева Курник
Ева Курник (Марибор, 11. јун 1997) je словеначка књижевница.
Рођена је у Марибору. Ева Курник рођена је у шестом месецу порођаја, због чега има проблеме са графомоториком. Данас живи у Рошпоху код Камнице (око Марибора).
Завршила је економску школу у свом родном граду, где је написала свој први роман Njena pot (Њезин пут). 2019. године објавила је свој други роман Toskanski spev (Тосканско певање), који је такође објављен у самоиздању.